# خرموش راه‌راه لوزون
خرموش راه‌راه لوزون (نام علمی: Chrotomys whiteheadi) نام یک گونه از سرده خرموش‌های راه‌راه است.